# Assamstadt

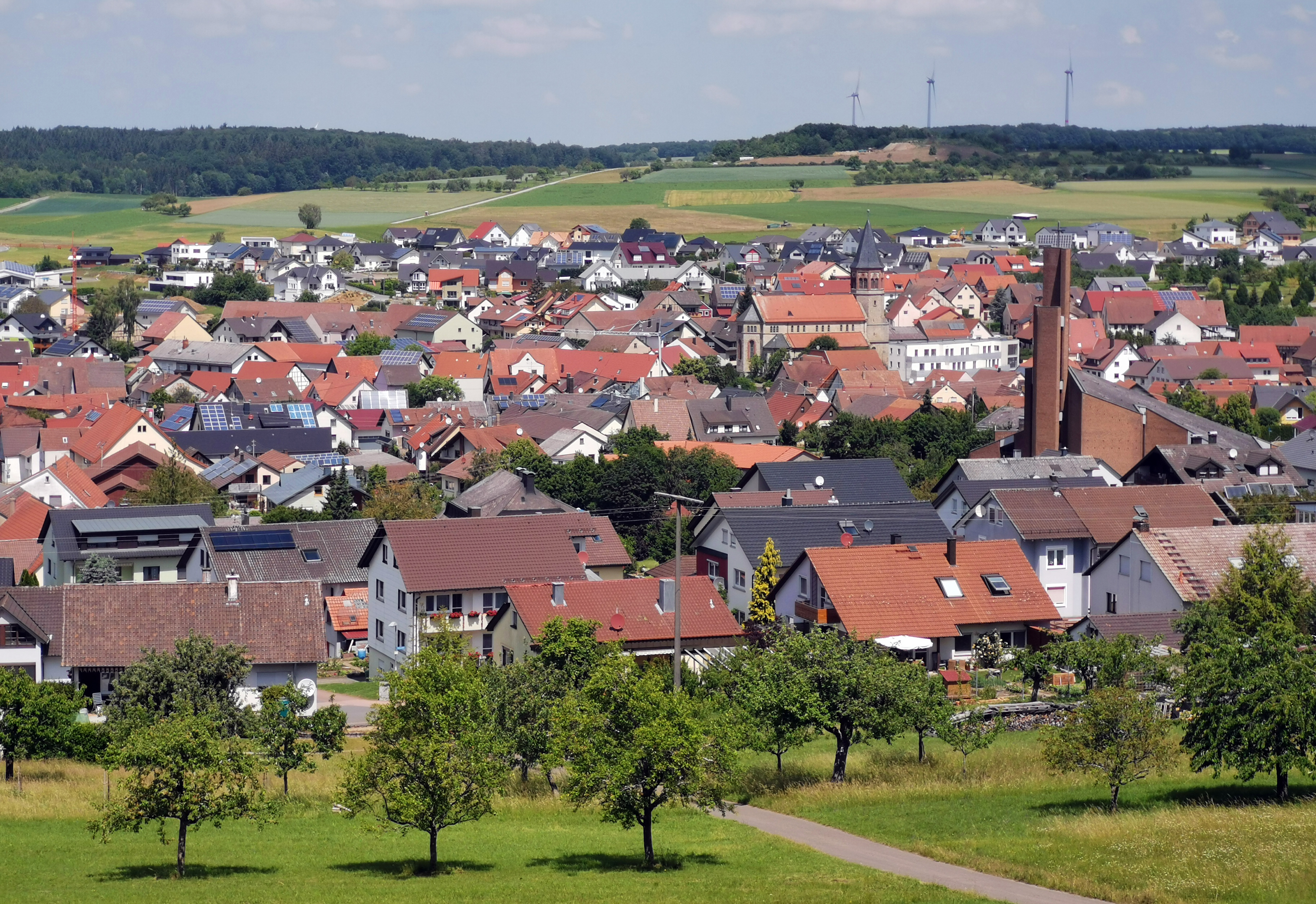
Blick auf Assamstadt

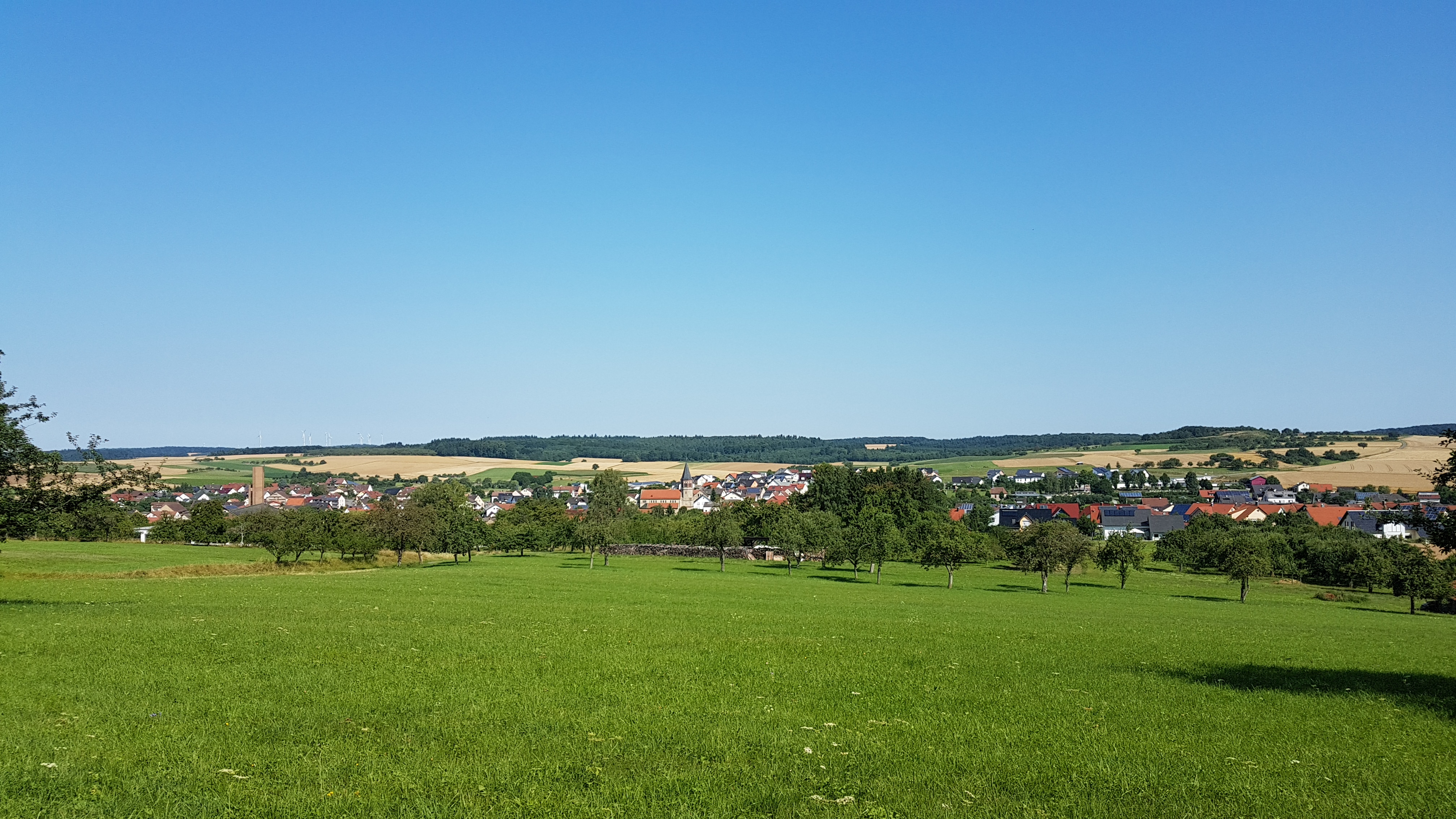
Blick über das Landschaftsschutzgebiet Assamstadt auf die gleichnamige Gemeinde im Sommer (2017)

Assamstadt (ⓘ) ist eine Gemeinde im Main-Tauber-Kreis im fränkisch geprägten Nordosten Baden-Württembergs.

## Geographie

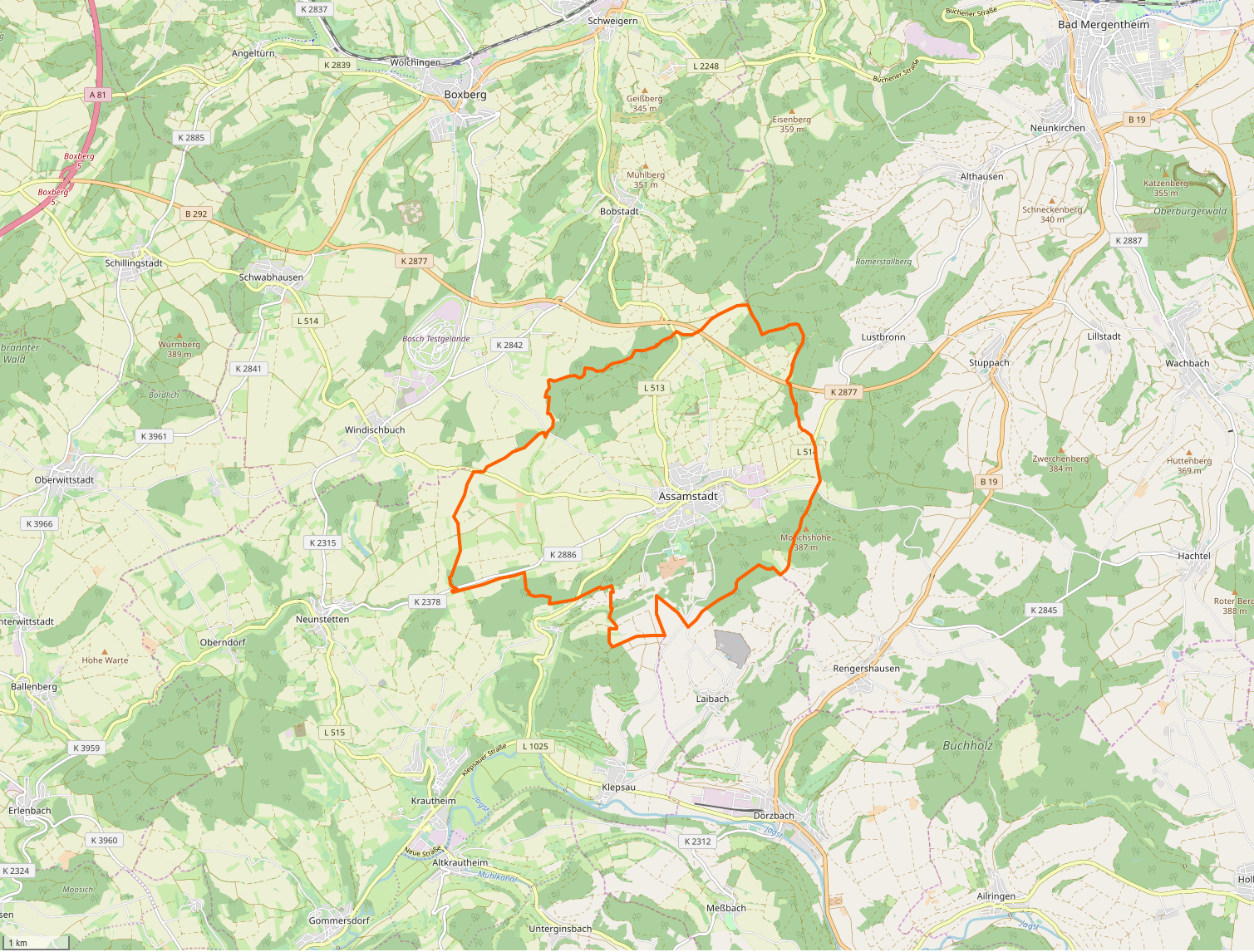
Gemarkung und Lage der Gemeinde Assamstadt

### Geographische Lage
Assamstadt liegt mit seiner Gemeindefläche von 17,2 km² in 300 bis 401 Meter Höhe im Taubergrund, einer Hügellandschaft im Wasserscheidegebiet zwischen Tauber und Jagst im Südwesten des Main-Tauber-Kreises, am Übergang der teilweise mit Löss bedeckten Kocher-Jagst-Ebenen zum muschelkalkgeprägten Bauland von Umpfer und Jagst. Der Erlenbach, dessen Quellflüsse rings um Assamstadt entspringen, entwässert nach Westen in die Jagst. Der Austritt des Erlenbachs aus der Gemarkung ist zugleich deren tiefster Punkt mit etwa 295 Metern Höhe. Den höchsten Punkt erreicht das Gelände südwestlich der Siedlung im Wald Kuhweide mit etwa 402 Metern Höhe.

### Gemeindegliederung
Zu Assamstadt gehören die Wohn- und Industriegemeinde Assamstadt (⊙) und der Wohnplatz Wustsiedlung (⊙) sowie die abgegangenen Ortschaften Dachtel, Hartbach, Hof am See und Neidingen (Neidel).

### Nachbargemeinden
Die Gemeinde grenzt im Norden an die Stadt Boxberg, im Osten an die Stadt Bad Mergentheim, im Süden an Dörzbach und im Westen an die Stadt Krautheim, beide im Hohenlohekreis.

### Schutzgebiete
Mit dem Landschaftsschutzgebiet Assamstadt gibt es seit 1981 ein 84 Hektar umfassendes Schutzgebiet. Dieses liegt auf der Gemarkung Assamstadts und dient der Erhaltung des Dachtales samt Hanglagen in seiner landschaftlichen Schönheit und Eigenart. Das FFH-Gebiet Westlicher Taubergrund liegt teilweise auf der Gemarkung von Assamstadt.
Daneben gibt es auf dem Gebiet der Gemeinde Assamstadt drei Naturdenkmale.

### Flächenaufteilung
Nach Daten des Statistischen Landesamtes, Stand 2014.

## Geschichte

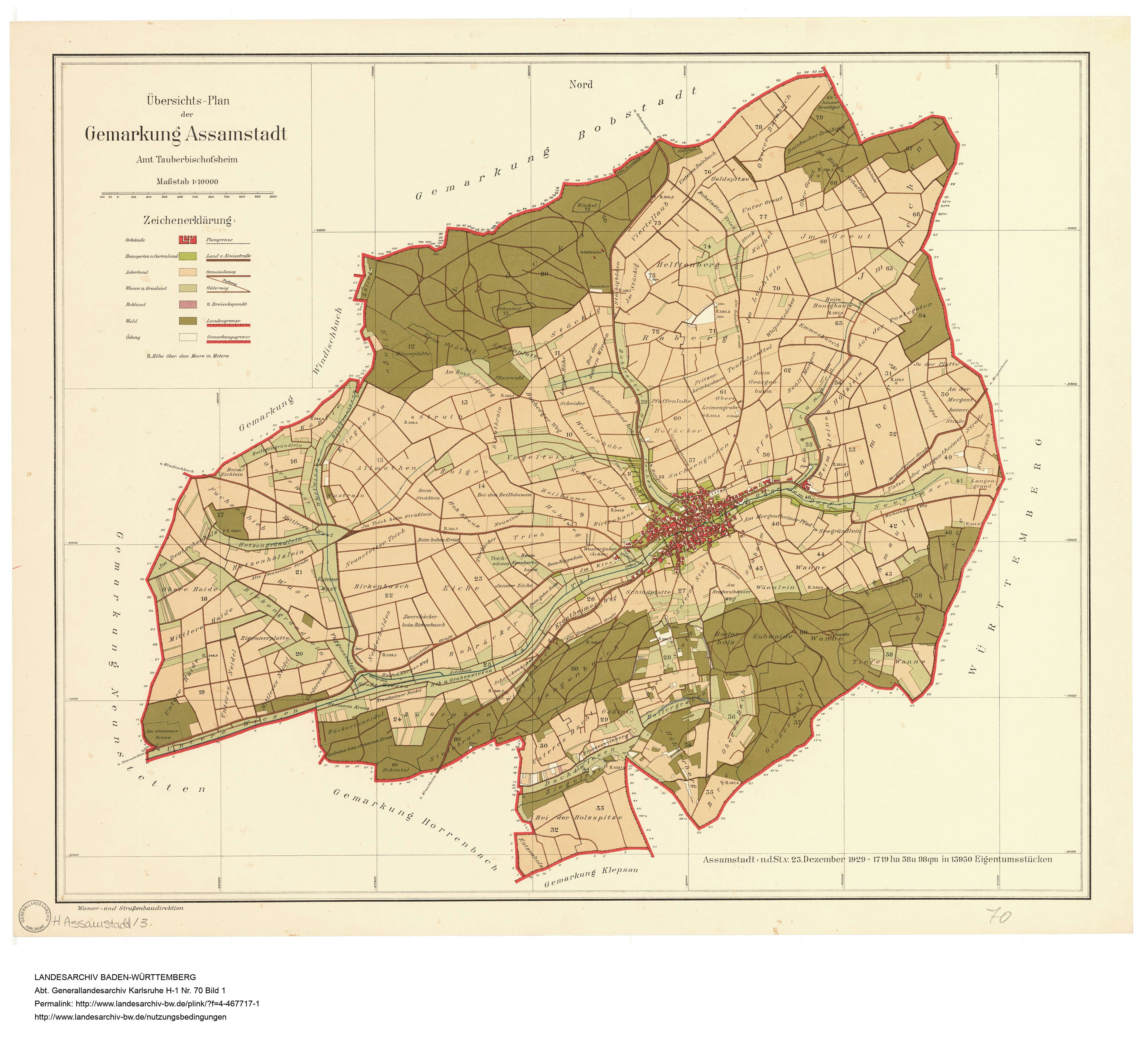
Gemarkung von Assamstadt, 1929

Assamstadt wurde im Jahre 1228 erstmals urkundlich erwähnt. 1806 kam der Ort zu Baden.
Kurz vor Ende des Zweiten Weltkriegs kamen im März 1945 aus westlicher Richtung amerikanische Soldaten nach Assamstadt. Das gesamte Dorf blieb jedoch von Kriegseinwirkungen verschont.

### Einwohnerentwicklung
Die Bevölkerung der Gemeinde Assamstadt entwickelte sich wie folgt:
| Jahr | Bevölkerung |
| ---- | ----------- |
| 1961 | 1486        |
| 1970 | 1541        |
| 1991 | 1815        |
| 1995 | 2076        |
| 2005 | 2092        |
| 2010 | 2056        |
| 2015 | 2246        |
| 2020 | 2240        |

Quellen: Gemeindeverzeichnis und Angaben des Statistischen Landesamtes

### Gemeindearchiv
Das Archiv der Gemeinde Assamstadt wurde in das Teilarchiv des Main-Tauber-Kreises im Archivverbund Main-Tauber eingebracht. Der Archivverbund wurde im Jahre 1988 im ehemaligen Spital des Klosters Bronnbach unter der Trägerschaft des bereits 1978 gegründeten Staatsarchivs Wertheim eingerichtet.

## Religion
Da an Assamstadt die Reformation vorbeiging, ist der Ort auch heute noch römisch-katholisch geprägt. Die katholischen Kirchen der Gemeinde gehören zur Seelsorgeeinheit Krautheim-Ravenstein-Assamstadt im Dekanat Tauberbischofsheim des Erzbistums Freiburg.
Für die protestantische Bevölkerungsminderheit erfolgt die geistliche Versorgung durch die evangelische Gemeinde in Krautheim.

## Politik

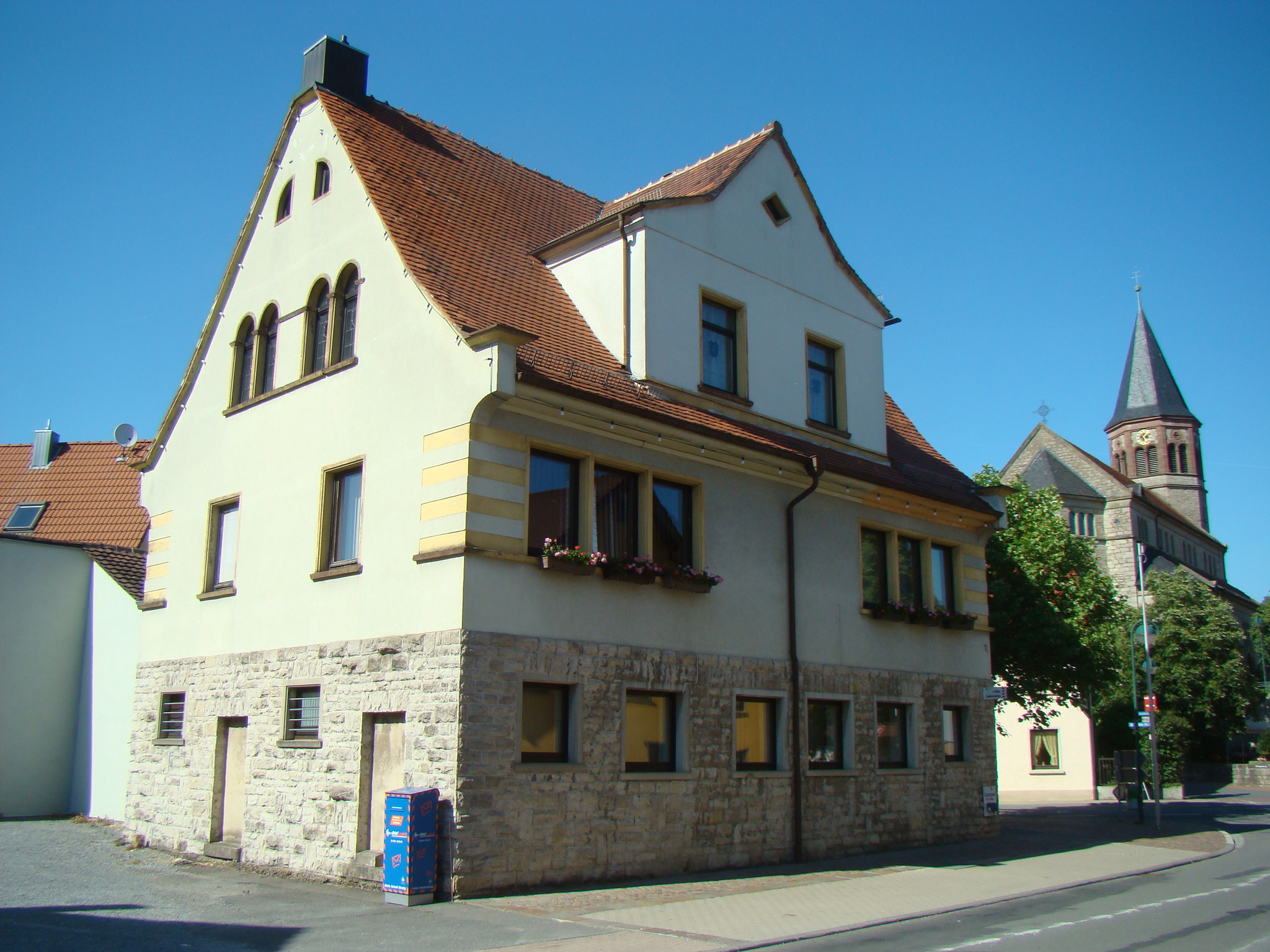
Historisches Rathaus Assamstadt, das für einen Neubau abgerissen werden soll

### Gemeinderat
Der Gemeinderat hat 12 ehrenamtliche Mitglieder, die für fünf Jahre gewählt werden. Hinzu kommt der Bürgermeister als stimmberechtigter Gemeinderatsvorsitzender.
Bei der Kommunalwahl am 9. Juni 2024 wurde die Besetzung des Gemeinderats durch Mehrheitswahl bestimmt, weil sich alle Kandidatinnen und Kandidaten in der Freien Bürgerliste gemeinsam zur Wahl stellten. Die Wahlbeteiligung lag bei 76,40 % (2019: 75,0 %).

### Bürgermeister
Joachim Döffinger (CDU) ist seit 2010 Bürgermeister von Assamstadt. Sein Sohn Sören Döffinger ist Bürgermeister von Mulfingen.
Siehe auch: Liste der Bürgermeister der Gemeinde Assamstadt

### Wappen
Blasonierung: In geteiltem und fünfmal von Rot und Silber in verwechselten Farben gespaltenem Schild ein achtspeichiges Rad in verwechselten Farben.

### Verwaltungsgemeinschaft
Die Gemeinde Assamstadt bildet mit der Stadt Bad Mergentheim und der Gemeinde Igersheim zur gemeinsamen Erledigung ihrer Verwaltungsgeschäfte die vereinbarte Verwaltungsgemeinschaft Bad Mergentheim.

## Kultur und Sehenswürdigkeiten

### Bauwerke und Baudenkmale

#### Alte und neue Kirche St. Kilian
Die Alte Kilianskirche in der Ortsmitte von Assamstadt geht in ihren ältesten Teilen auf das 12. Jahrhundert zurück. Nach wechselvoller Geschichte und dem Bau der modernen Kirche St. Kilian stand die alte Kirche seit 1973 leer und war dem allmählichen Verfall preisgegeben. Von 1991 bis 1994 wurde die alte Kirche dann saniert und zum Gemeindezentrum umgebaut.

#### Friedhofskapelle
Mit der Friedhofskapelle ist im Ort eine weitere historische Kirche erhalten.

#### Kreuzweg zum Steffeskirchle
Der holzgeschnitzte Assamstadter Kreuzweg mit vierzehn Stationen beginnt im Wald oberhalb der Asmundhalle. Von dort führt der Kreuzweg den Berg hinauf bis zum Steffeskirchle. Einige hundert Meter weiter befindet sich auch eine Mariengrotte im Wald.

#### Bildstöcke
Im Ort befinden sich verschiedene historische Bildstöcke.

### Naherholung

#### Rad- und Wanderwege

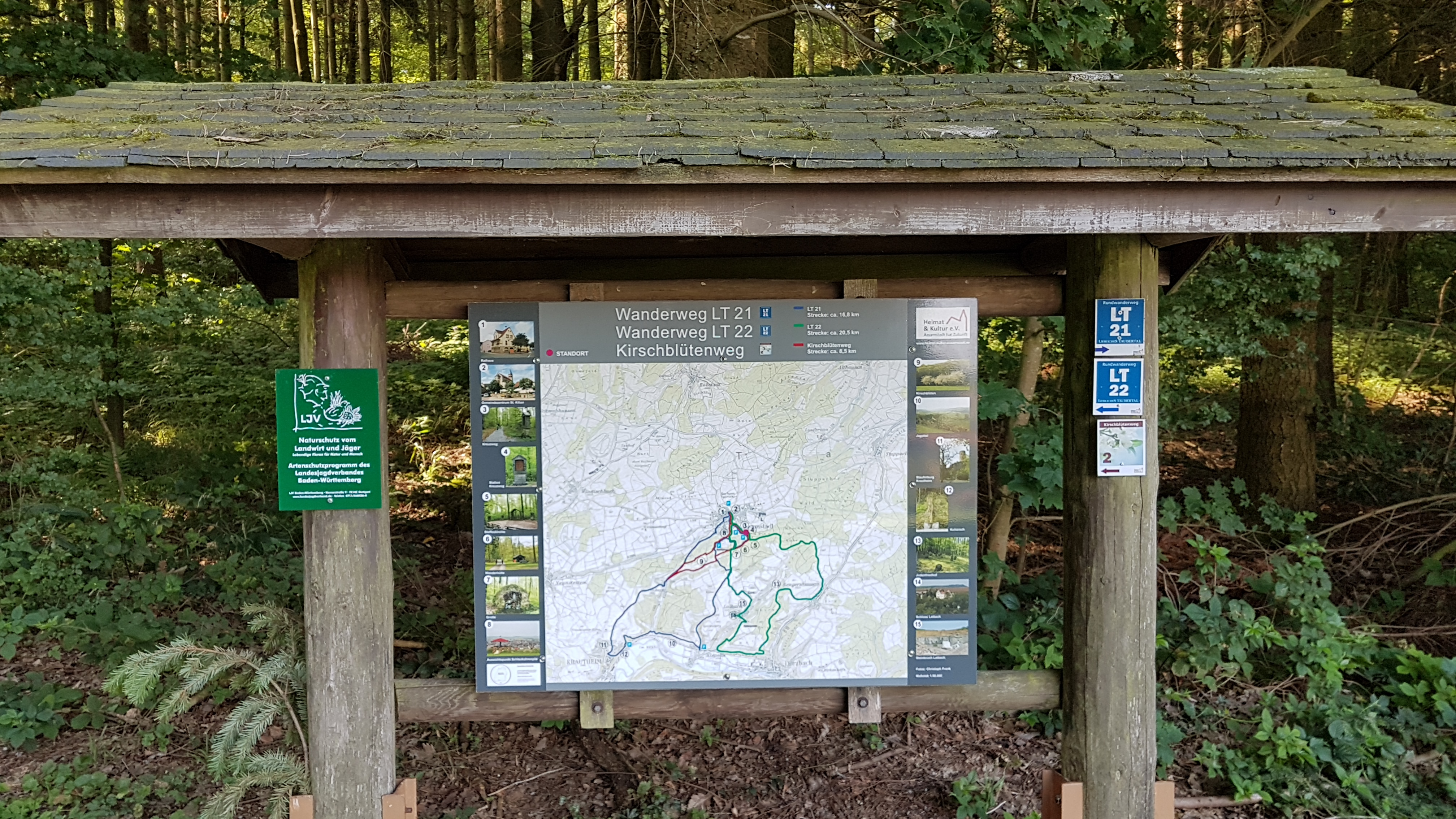
Wanderwege zu den Sehenswürdigkeiten rund um Assamstadt

Um den Ort sind mehrere Rad- und Wanderwege ausgewiesen, die an verschiedenen Kulturdenkmalen vorbeiführen. Assamstadt liegt am Radweg Liebliches Taubertal – der Sportive.

#### Kneipp-Anlage
Am Ortsausgang in Richtung Bad Mergentheim befindet sich eine Kneipp-Anlage in einem Industriegebiet.

### Assamstadter Fasnacht
Assamstadt ist in der Region bekannt für seine Fasnacht. Die Fasnachtsgesellschaft Assamstadter Schlackohren e. V. veranstaltet in Schlackohrhausen zur Karnevalszeit neben drei Prunksitzungen, einer Kinderprunksitzung auch einen großen Rosenmontagsumzug.

Faschingsumzug in Assamstadt (2017)
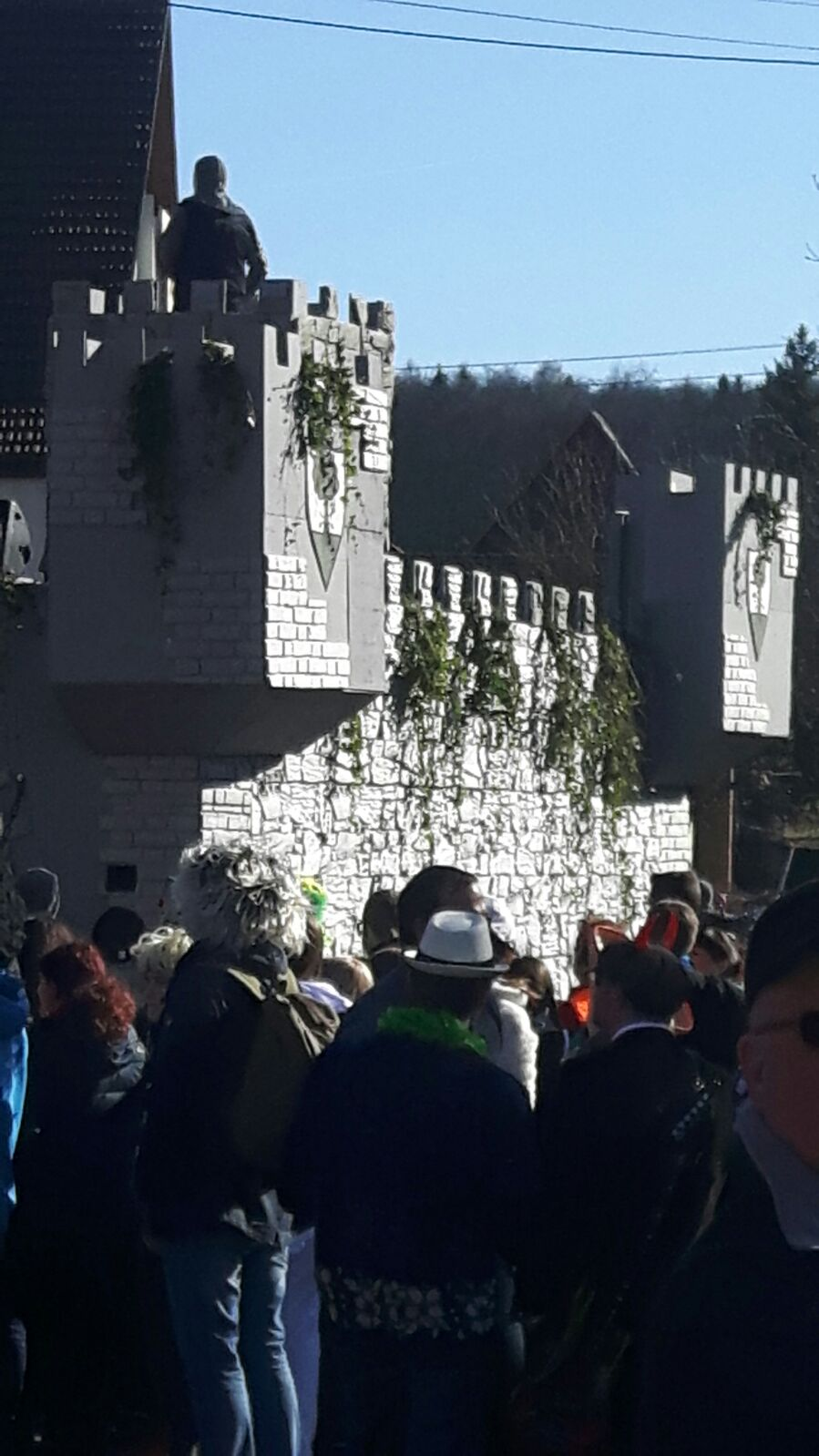
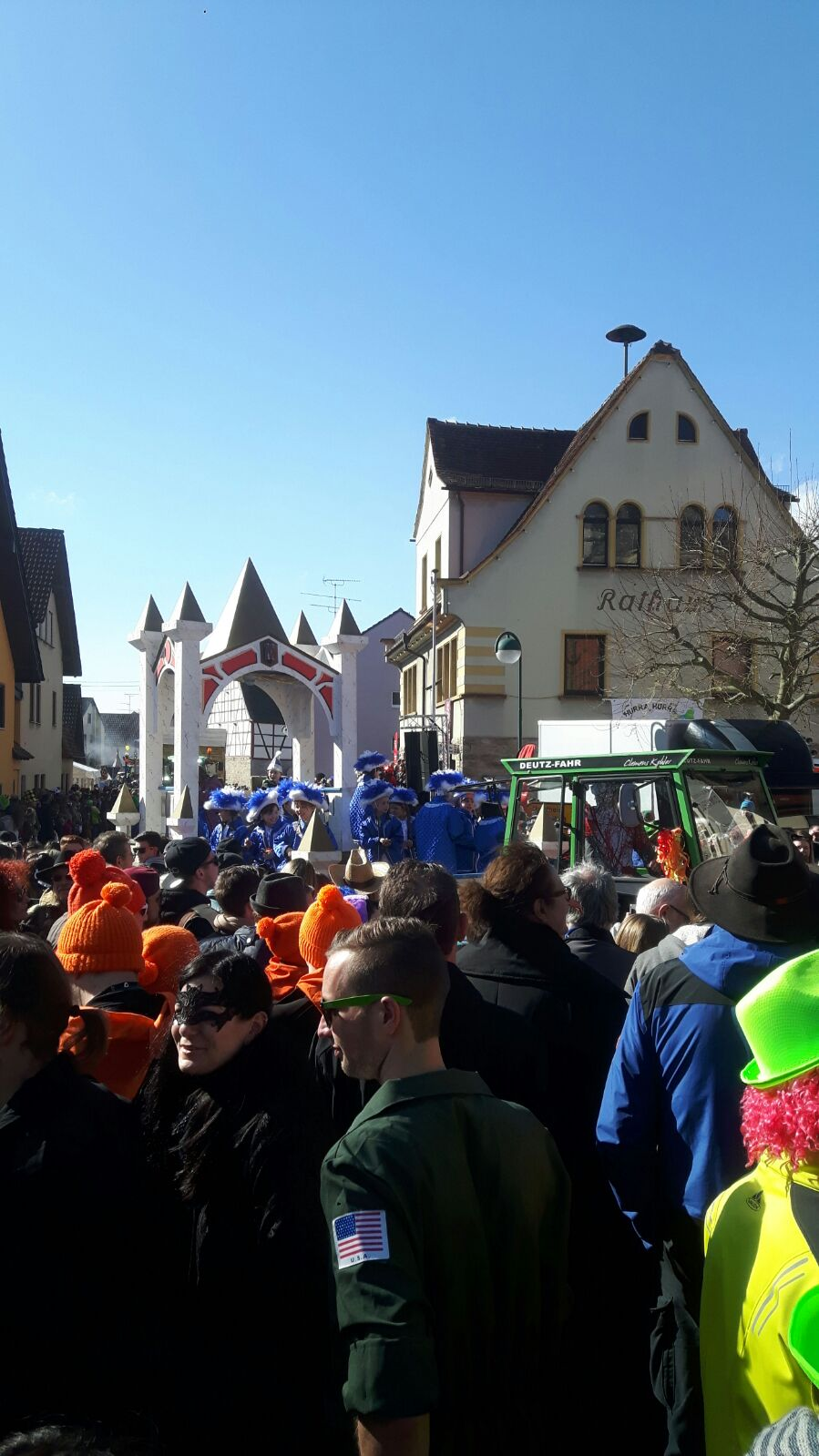
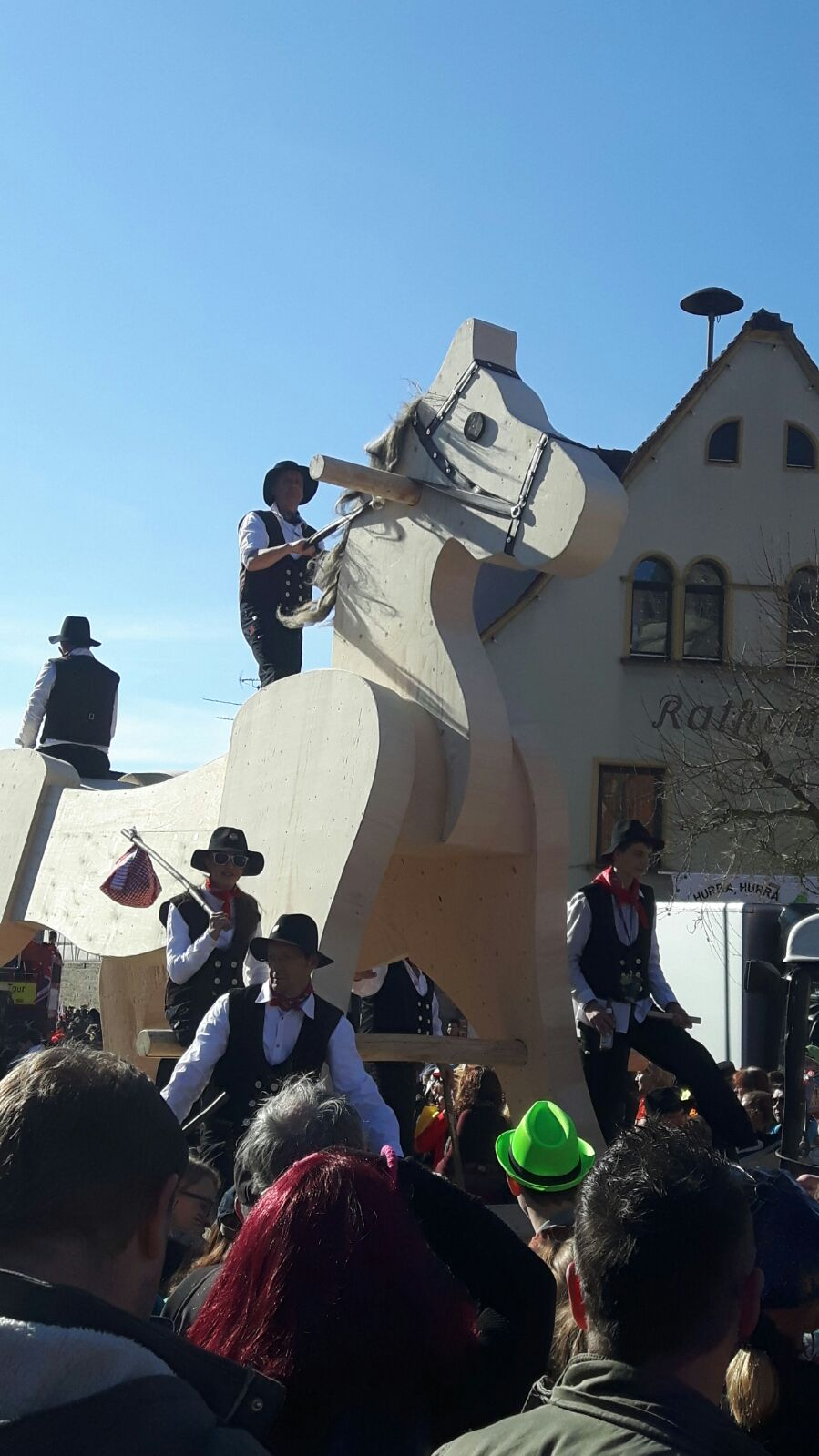
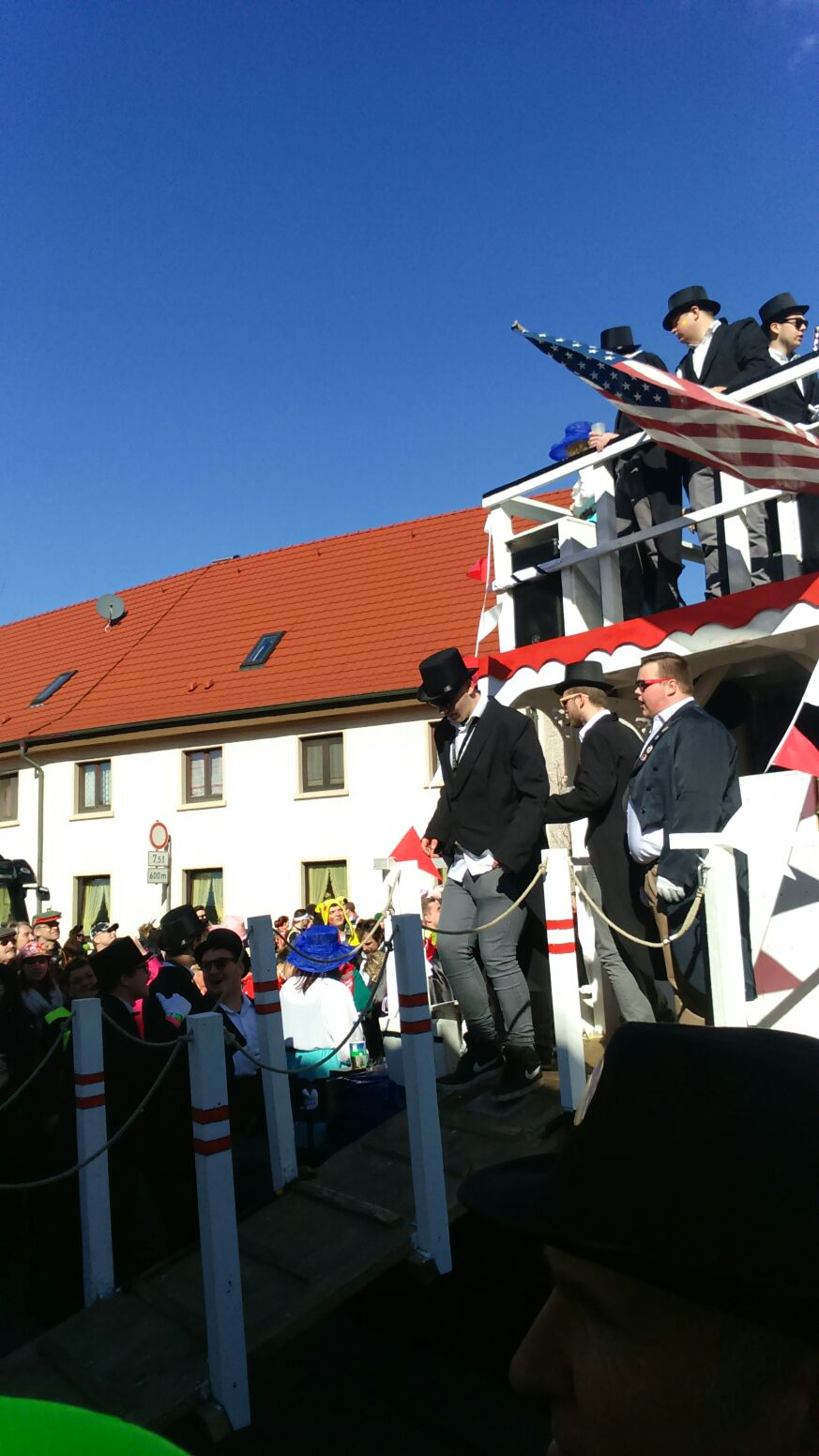

### Dorfmuseum
In Assamstadt besteht ein Dorfmuseum.

## Wirtschaft und Infrastruktur

### Landwirtschaft
Die Landwirtschaft spielt noch eine große Rolle, hauptsächlich angebaut werden Weizen und Dinkel sowie Braugerste.

### Ansässige Unternehmen
Die beiden größten Unternehmen sind die Ansmann AG und die Magna Spiegelsysteme GmbH (Magna-Konzern).

### Verkehr

#### Straßenverkehr
Die Gemeinde ist über die zwölf Kilometer entfernte Anschlussstelle Boxberg der A 81 an das Fernstraßennetz angebunden. Landes- und Kreisstraßen schaffen die Verbindung zu den Nachbarstädten und -gemeinden.

#### Eisenbahn
Die früher bestehende Anbindung an das Schienennetz ist mit der Einstellung der Jagsttalbahn verloren gegangen.

### Bildung

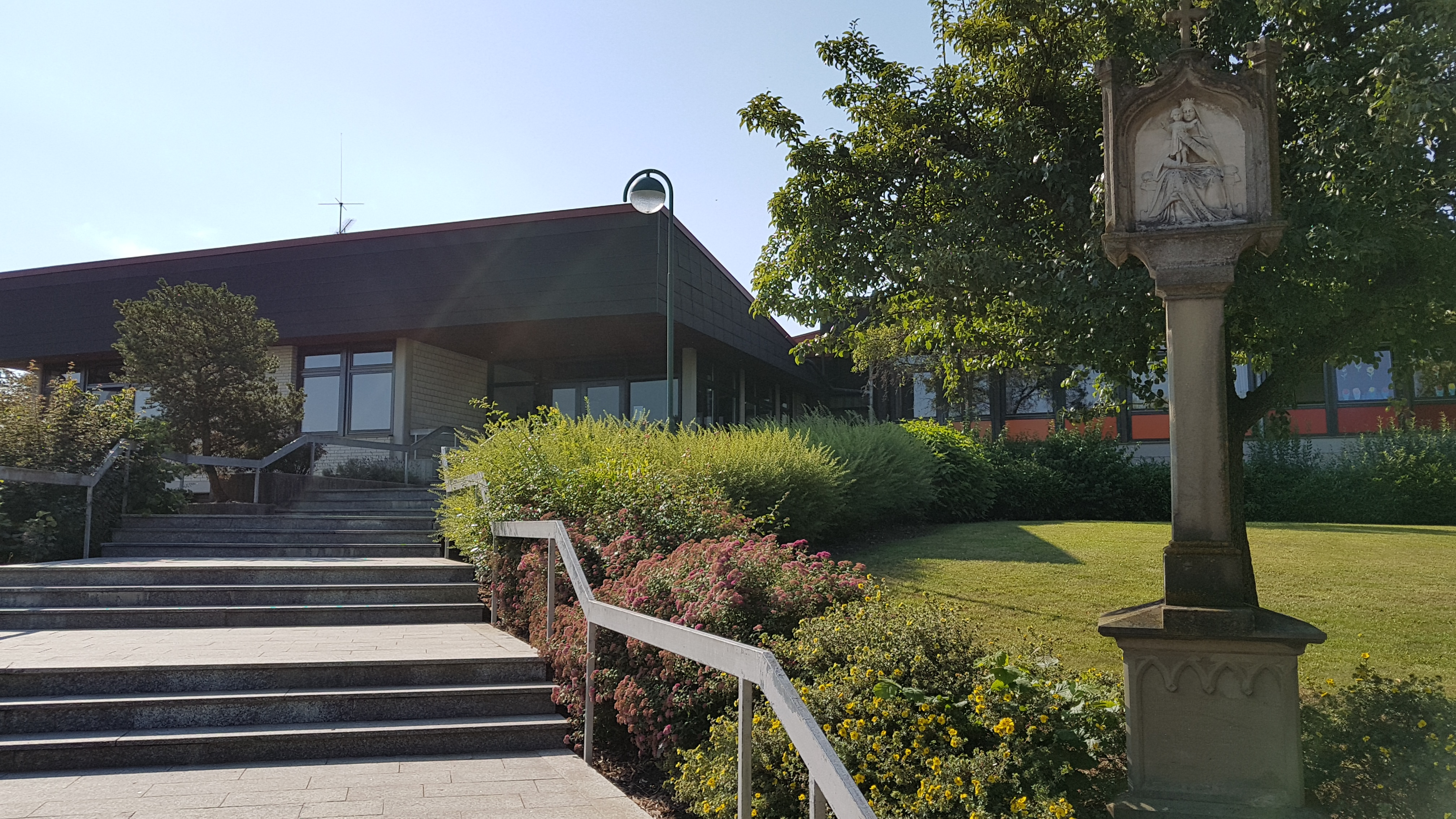
Grundschule Assamstadt

Assamstadt verfügt über eine Grundschule mit allgemeinbildendem Unterricht bis zur 4. Klasse. Außerdem gibt es einen römisch-katholischen Kindergarten im Ort.

## Persönlichkeiten
Bekannte Söhne und Töchter Assamstadts sowie weitere mit der Kommune verbundene Persönlichkeiten sind in der Liste von Persönlichkeiten der Gemeinde Assamstadt aufgeführt.